# Formloses Schreiben
Ein formloses Schreiben oder ein  Antrag ist eine Möglichkeit, bei Behörden, Ämtern, Versicherungen, Banken, Handwerkern, Versandhäusern oder bei Vermietern, Arbeitgebern etc. ein Anliegen vorzubringen oder eine Mitteilung zu machen, wenn dafür kein Formular vorgesehen ist.

## Notwendige Bestandteile
Ein formloses Schreiben ist also in der Regel ein Brief, dessen Gestaltung frei zu wählen ist. Er muss aber notwendigerweise die vom Empfänger benötigten Personendaten beinhalten. Auch Ort und Datum, die Anschrift des Empfängers und ein Betreff ist zweckdienlich. Eine Unterschrift sollte nicht fehlen. Ein Hinweis auf eventuelle Anlagen ist sinnvoll.